# Вьесуа
Вьесуа́ (фр. Viessoix) — коммуна во Франции, находится в регионе Нижняя Нормандия. Департамент коммуны — Кальвадос. Входит в состав кантона Васси. Округ коммуны — Вир.
Код INSEE коммуны — 14746.

## Население
Население коммуны на 2010 год составляло 808 человек.
| 1962 | 1968 | 1975 | 1982 | 1990 | 1999 | 2010 |
| ---- | ---- | ---- | ---- | ---- | ---- | ---- |
| 571  | 543  | 502  | 600  | 635  | 614  | 808  |

## Экономика
В 2010 году среди 531 человека трудоспособного возраста (15—64 лет) 417 были экономически активными, 114 — неактивными (показатель активности — 78,5 %, в 1999 году было 78,5 %). Из 417 активных жителей работали 387 человек (202 мужчины и 185 женщин), безработных было 30 (12 мужчин и 18 женщин). Среди 114 неактивных 44 человека были учениками или студентами, 39 — пенсионерами, 31 были неактивными по другим причинам.